# ماكومب (نيويورك)
ماكومب (بالإنجليزية: Macomb, New York)‏ هي بلدة أمريكية تقع في الولايات المتحدة في مقاطعة سانت لورنس، نيويورك. يقدر عدد سكانها بـ 906 نسمة ومساحتها 163.6 كم2 وترتفع عن سطح البحر 92 متر.